# 歐柏莉
歐柏莉（瑞典語：Boriana Åberg，直譯：博利亞娜·奧伯格，1968年11月18日—），是一名瑞典政治人物，自2008年起擔任瑞典國會議員。

## 早期生活與事業
歐柏莉在保加利亞接受教育成為一名土木工程師，並在冷戰結束後搬到瑞典。在結婚並育有兩個孩子後，她與結婚十年的丈夫離婚。歐柏莉發現自己在保加利亞受到的教育在瑞典毫無用處，因此她回到學校，從隆德大學畢業並獲得社會學學位，之後擔任社交秘書。

## 政治生涯
歐柏莉受到前首相的影響，於1998年加入溫和聯合黨。她成為謝夫靈厄市議會的議員，並在2007年被任命為議會主席。2006年，她參加議會席位的競選，在17名候選人中名列第六，最後有五名溫和黨的候選人進入議會。
2008年和2009年，歐柏莉擔任了兩個月的候補議員；2010年她再次參選，這次贏得了議會的一個席位，並在2014年再次當選。她在2015年至2018年在運輸及通信委員會任職，目前在交通委員會和勞動力市場委員會任職，並為稅務委員會的成員。
除了委員會的職務以外，歐柏莉自2014年起擔任歐洲理事會議員大會（PACE）的瑞典代表團成員，並自2019年起擔任該大會主席。在議會中，她曾在歐洲委員成員國履行義務與承諾委員會（2020年－）、政治事務與民主委員會（2018年－）、對外關係小組委員會（2018年－）、環境與能源小組委員會（2015年－2017年）以及平等與非歧視委員會（2014年－2017年）任職。她是大會的聯合報告員（與基莫·基於寧一起負責亞美尼亞問題）。